# Одринци (язовир)
Вижте пояснителната страница за други значения на Одринци.
Язовир „Одринци“ се намира в землището на село Одринци на 5 – 6 км от град Добрич. Водната площ на язовира е около 60 хектара. В северната част (около стената) има дълбоки дупки, достигащи до 12 – 15 м. В южната част е по-различно – максималната дълбочина не надхвърля 3 – 4 до 6 м. Южните брегове на язовира са сравнително полегати и удобни за риболов, а източните и северните – по-стръмни.
Язовирът е зарибен със сом, каракуда, шаран, бабушка, червеноперка, бяла риба, костур, попчета. Срещат се ракообразни, жаби, водно конче, мамарец, водомерка, комари и други.